# A State of Trance 2010
A State of Trance 2010 – siódma kompilacja z serii A State of Trance, holenderskiego DJ-a, Armina van Buurena. W wersji elektronicznej miała premierę na iTunes 2 kwietnia 2010. Istnieje również wersja zmiksowana, A State of Trance: yearmix 2010. Na wydawnictwo składają się dwie płyty CD. Oficjalna premiera odbyła się podczas jubileuszowego eventu ASOT 450, w Toronto 1 kwietnia 2010, natomiast premiera wersji CD miała miejsce 24 kwietnia 2010 we Wrocławiu.

## Lista utworów

### CD1: On The Beach
1. Susana feat. Omnia & The Blizzard – Closer
2. Luigi Lusini – Who We Are
3. M6 – Days Of Wonder
4. Mat Zo – Near The End
5. Monogato – Sincere
6. Ron Hagen & Al Exander – Last Minute
7. The Thrillseekers – Savanna
8. Ørjan Nilsen – Lovers Lane
9. Beat Service feat. Emma Lock – Cut And Run
10. Tenishia feat. Aneym – Stranger To Myself (Tenishia’s Burnout Mix)
11. Andy Moor feat. Carrie Skipper – She Moves
12. DJ Governor – Shades Of Grey
13. Myon and Shane 54 feat. Labworks – Ibiza Sunrise (Classic Dub)
14. Andrew Bennett feat. Sir Adrian – Run Till U Shine (Cosmic Gate Remix)

### CD2: In The Club
1. Velvetine – Safe [Wherever You Are] (Rank 1 Remix – AvB Intro Edit)
2. Faithless – Not Going Home (Armin van Buuren Remix)
3. Gaia – Aisha
4. Arnej – The Strings That Bind Us
5. Eco feat. Lira Yin – Love (Dub Mix)
6. Roger Shah & Signum – Ancient World (Roger Shah Long Haul Flight)
7. Jer Martin – Ten Minutes To Midnight (Original Club Mix)
8. Dreastic – Spirit
9. Ferry Tayle – Trapeze (Daniel Kandi’s Emotional Remix)
10. Max Graham feat. Neev Kennedy – Sun In The Winter (Alex M.O.R.P.H. Remix)
11. Sebastian Brandt – 450
12. Thomas Bronzwaer – Collider (Jorn van Deynhoven Remix)
13. Ehren Stowers – Ascent
14. Robert Nickson – We Won’t Forget
15. Simon Patterson – Taxi

## Pozycje na listach
| Lista | Kraj   | Pozycja |
| ----- | ------ | ------- |
| OLiS  | Polska | 14      |